# Но Сін Йон
Но Сін Йон (кор. 노신영, 盧信永, No Sin-yeong, No Sin-yŏng; 28 лютого 1930 — 21 жовтня 2019) — корейський розвідник, дипломат і політик, міністр закордонних справ, голова Агентства планування національної безпеки, вісімнадцятий прем'єр-міністр Республіки Корея.

## Біографія
Народився в Кансо (сучасна північнокорейська провінція Південна Пхьонан). 1949 року Но переїхав до Сеула. 1954 він закінчив юридичний факультет Сеульського національного університету, а 1955 — Університет штату Кентуккі, здобувши ступінь магістра.
У листопаді 1955 року розпочав працювати в міністерстві закордонних справ і торгівлі Республіки Корея. 1968 був призначений на посаду консула Південної Кореї в Лос-Анджелесі (США). 1972 року Но Сін Йон став консулом у Нью-Делі (Індія), а від 1973 року — послом своєї країни в Індії. 1976 року його було призначено на посаду заступника міністра закордонних справ і постійним представником Південної Кореї в Женеві (Швейцарія). Від 2 вересня 1980 до 1 червня 1982 року очолював міністерство закордонних справ. Від 2 червня 1982 до 18 лютого 1985 року обіймав посаду директора Агентства планування національної безпеки.
Від лютого 1985 до травня 1987 року Но Сін Йон очолював Уряд Республіки Корея. Після відставки займався викладацькою діяльністю, був професором Університету Корьо, а також обіймав інші громадські посади.
21 жовтня 2019 року Но Сін Йон помер у сеульській лікарні.